# Liste der denkmalgeschützten Objekte in Nöchling
Die Liste der denkmalgeschützten Objekte in Nöchling enthält die 4 denkmalgeschützten, unbeweglichen Objekte der Gemeinde Nöchling.

## Denkmäler
| Foto |                 | Denkmal                                                                         | Standort                                        | Beschreibung | Metadaten |
| ---- | --------------- | ------------------------------------------------------------------------------- | ----------------------------------------------- | --- | --- |
| ja   | Datei hochladen | Pfarrhof HERIS-ID: 50326 Objekt-ID: 55175                                       | Oberer Markt 1 Standort KG: Nöchling            | Der Pfarrhof von Nöchling liegt nördlich der Kirche. Er hat zwei Geschoße und ist durch ein Schopfwalmdach gedeckt. Das Untergeschoß wurde nach einem Brand 1710 oder 1749 errichtet. 1840 erhielt der Bau eine Aufstockung. Er verfügt über Fenster mit Klostergittern und über tonnengewölbte Räume.    | BDA-Hist.: Q38039424 Status: § 2a Stand der BDA-Liste: 2025-06-30 Name: Pfarrhof GstNr.: .14                                                            |
| ja   | Datei hochladen | Gasthaus Nöchlingerhof HERIS-ID: 34680 Objekt-ID: 33034                         | Oberer Markt 3 Standort KG: Nöchling            | Das Gasthaus ist ein langgestreckter zweigeschoßiger Bau des 18. Jahrhunderts. Er ist südseitig durch eine spätbarocke Türe mit Oberlichte und Steinfassung zugänglich. Das Erdgeschoß ist gebändert und verfügt über Fensterlunetten mit Fächermotiv. Im Inneren gibt es eine Balkendecke von 1804.      | BDA-Hist.: Q37959542 Status: Bescheid Stand der BDA-Liste: 2025-06-30 Name: Gasthaus Nöchlingerhof GstNr.: .15                                          |
| ja   | Datei hochladen | Tabernakelbildstock HERIS-ID: 68212 Objekt-ID: 81215                            | gegenüber Unterer Markt 4 Standort KG: Nöchling | An der Marktstraße südlich der Pfarrkirche erhebt sich über einem vierseitigen Postament eine Granitsäule mit ausladender Deckplatte und Tabernakelaufsatz, der durch eine Pyramide mit abschließender Kugel bekrönt wird. Das Denkmal ist mit 1816 bezeichnet.                                           | BDA-Hist.: Q38119003 Status: § 2a Stand der BDA-Liste: 2025-06-30 Name: Tabernakelbildstock GstNr.: 1137/9                                              |
| ja   | Datei hochladen | Kath. Pfarrkirche hl. Jakob d. Ä. und Friedhof HERIS-ID: 50325 Objekt-ID: 55174 | Oberer Markt 1, neben Standort KG: Nöchling     | Die am Ostende des Marktplatzes von Nöchling gelegene Pfarrkirche hl. Jakobus der Ältere ist ein biedermeierlicher Saalbau mit spätgotischem Chor und Südturm. Nöchling war 1160 laut einer Urkunde eine Tochterpfarre von St. Oswald, Vikariat im 14. Jahrhundert (?) und wurde 1681 als Pfarre genannt. | BDA-Hist.: Q38039417 Status: § 2a Stand der BDA-Liste: 2025-06-30 Name: Kath. Pfarrkirche hl. Jakob d. Ä. und Friedhof GstNr.: .13 Pfarrkirche Nöchling |